# Ladegård (Kværs Sogn)
 For alternative betydninger, se Ladegård (flertydig). (Se også artikler, som begynder med Ladegård)
Ladegård i Kværs Sogn, tidligere Lundtoft Herred, Aabenraa Amt er en ladegård, der omkring 1550 oprettedes som en ladegård under Søgård af Franz Ahlefeldt. Ladegården fik sin jord ved hel eller delvis nedlæggelse af de otte gårde i landsbyen Vårbjerg.
I 1764 frikøbte bønderne i Kværs sig for fæstebindingen til Ladegård, og 1771 begyndte udflytningen fra landsbyen.
|  | Denne artikel om en bygning eller et bygningsværk kan blive bedre, hvis der indsættes et (bedre) billede. Du kan hjælpe ved at afsøge Wikimedia Commons for et passende billede eller lægge et op på Wikimedia Commons med en af de tilladte licenser og indsætte det i artiklen. |

54°56′55″N 09°31′10″Ø / 54.94861°N 9.51944°Ø